# Cantone di Sainte-Maxime
Il Cantone di Sainte-Maxime è una divisione amministrativa dell'Arrondissement di Draguignan.
È stato istituito a seguito della riforma dei cantoni del 2014, che è entrata in vigore con le elezioni dipartimentali del 2015.

## Composizione
Comprende i comuni di:
- Cavalaire-sur-Mer
- Cogolin
- La Croix-Valmer
- Gassin
- Grimaud
- La Môle
- Le Plan-de-la-Tour
- Ramatuelle
- Saint-Tropez
- Sainte-Maxime